# Talayuelas
Talayuelas är en kommun i Spanien.   Den ligger i provinsen Provincia de Cuenca och regionen Kastilien-La Mancha, i den centrala delen av landet, 220 km öster om huvudstaden Madrid. Antalet invånare är 1 028.